# Schottenring
El Schottenring ('circuit de Schotten' en alemany) va ser un circuit de curses temporal situat a prop de Schotten, al districte de Vogelsberg de Hessen (Alemanya), entre Fulda i Gießen. Inaugurat el 22 de juliol de 1925, era, després de Nürburgring, Schleizer Dreieck, Solitudering i AVUS, un dels circuits de curses més antics d'Alemanya.

## Història
El circuit era popular per a les curses de club i el 1947 va atraure 90.000 espectadors al primer esdeveniment que s'hi va celebrar durant la postguerra. El 1953, en part com a resultat d'un compromís entre els dos òrgans reguladors dels esports de motor d'Alemanya, el DMV (Deutscher Motorsport Verband) i l'ADAC (Allgemeiner Deutscher Automobil-Club), Schottenring va ser seleccionat per a acollir el Gran Premi d'Alemanya de motociclisme.

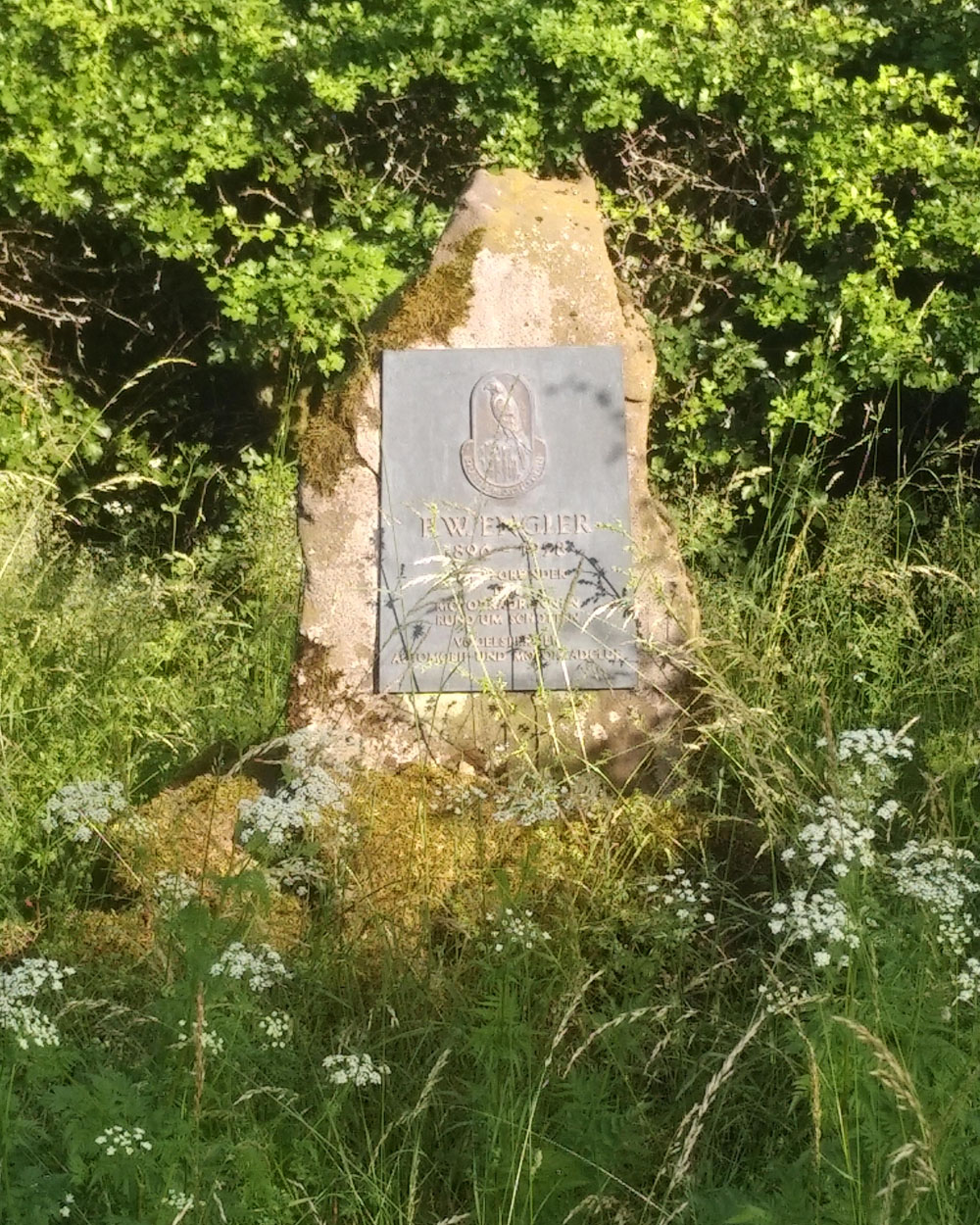
Fita en memòria de F. W. Engler, el fundador de Schottenring, a l'antic traçat del circuit

El circuit mai no havia estat considerat especialment segur, ni tan sols segons els estàndards de l'època, i després d'una inspecció abans de començar els entrenaments, els equips de fàbrica d'AJS, Norton, Gilera i Moto Guzzi van decidir per unanimitat que la pista era massa estreta per a les motos de 350cc i 500cc "modernes". Schottenring tenia molts revolts ràpids vorejats d'arbres i una superfície de pista tan relliscosa als punts més perillosos que hauria estat desastrós córrer-hi una prova de campionat. Amb la retirada sense precedents de la majoria d'equips importants just abans de començar les curses, els funcionaris de la FIM van decidir que la millor manera de procedir, en disposar de tan poca antelació, era permetre que el Gran Premi continués, però que només les curses de 125cc i 250cc fossin puntuables per al campionat del món.
Les curses d'esports de motor al circuit es van suspendre després de 1956, però les proves de ral·li, motocicletes clàssiques i pujades de muntanya s'hi mantingueren fent servir una versió escurçada del traçat.